# Nika (ciruela)
Nika en ruso: Ника es una variedad cultivar de ciruelo (Prunus domestica), de las denominadas ciruelas europeas,
una variedad de ciruela obtenida en la "Estación experimental zonal de horticultura de Rossoshanskaya". Las frutas tienen un tamaño grande a muy grande, forma alargada oval u ovalada, irregulares en relación con la sutura ventral, siendo el color base verde, el color que lo cubre es púrpura oscuro, virando a púrpura parduzco en las zonas sombreadas, y ocupa todo el fruto cuando está completamente maduro, y pulpa de color verde amarillento, parduzco amarillenta en la madurez, densa, blanda y jugosa cuando está demasiado madura, sabor es dulce, con una ligera acidez y ligera astringencia.

## Sinonimia
- "Ника",
- "Nika",
- "Слива Ника",
- "Sliva Nika".[3][5]

## Historia
'Nika' es una variedad de ciruela que la obtuvo el obtentor A. Ya. Voronchikhina en la "Estación experimental zonal de horticultura de Rossoshanskaya" mediante la polinización de la plántula élite '59/28' ('Ochakovskaya' x 'Ternosliva n.° 1'), cultivada en la "Estación experimental de horticultura de Kuibyshev", con una mezcla de polen de los híbridos seleccionados '54-13' ('Renklod Espino' x Renklod Reforma') y '57-46' ('Renklod Ulyanishcheva' - polinización abierta), cultivados en la "Estación experimental zonal de horticultura de Rossoshanskaya".
'Nika' desde 1994, está zonificada para la Región Central de la Tierra Negra. Su distribución sigue siendo escasa, principalmente en huertos familiares del sur de las regiones de Vorónezh y Bélgorod y del norte de la región de Rostov.

## Características
'Nika' es un árbol de crecimiento medio o vigoroso, a la edad de 15 años hasta 4 metros o más de altura; con una copa alta y de densidad media, ampliamente ovalada o en forma de pila, extendida, de densidad media, con follaje medio; la corteza en el tronco es gris oscuro o gris negruzco, muy rugosa, el agrietamiento longitudinal es medio o fuerte, el rizado del tronco está ausente o débil. Las lenticelas son ligeramente perceptibles, convexas, medianas o cortas, bastante anchas, ubicadas con densidad media. Los brotes suelen ser curvados, con entrenudos bastante cortos, cuando jóvenes, de color marrón rosado al sol y verde claro a la sombra, luego se vuelven de color marrón negruzco con agrietamiento longitudinal característico, las grietas longitudinales son anchas, de color marrón claro o marrón amarillento; lámina de la hoja de ovalada a alargada obovada, ápice puntiagudo o puntiagudo, base de arqueada a cuneiforme; verde en el haz, brillante, glabra, verde grisáceo claro en el envés, pubescente, especialmente a lo largo de las nervaduras; márgenes doblemente aserrados, el aserrado es medio, la consistencia de la lámina es coriácea; flores de tamaño mediano.
'Nika' tiene frutos de tamaño grande a muy grande, los frutos pesan un promedio de 38,5 gr, algunos pueden llegar a pesar entre 50 y 60 gr, de forma alargada oval u ovalada, irregulares en relación con la sutura ventral y prácticamente no están aplanados en los laterales, la parte superior del fruto es redondeada con un pequeño hueso en el centro; la base es ovalada, a veces ligeramente alargada en forma de cuello; el embudo es muy estrecho y poco profundo; la sutura ventral está poco desarrollada y no se agrieta; la forma del fruto es típica de las ciruelas húngaras; el color principal base de la piel es verde, el color que lo cubre es púrpura oscuro, virando a púrpura parduzco en las zonas sombreadas, y ocupa todo el fruto cuando está completamente maduro; los frutos son glabros, densamente cubiertos por una capa de pruina azulada; pedúnculo es muy largo, de 22 a 28 mm, 1,5 a 2 mm de grosor; la pulpa es de color verde amarillento, parduzco amarillenta en la madurez, densa, blanda y jugosa cuando está demasiado madura, sabor es dulce, con una ligera acidez y ligera astringencia, la puntuación de cata es de 4,3 puntos. Composición bioquímica de las frutas: 14,6% de sustancias solubles secas; 8,9% de azúcares, 1,3% de ácidos titulables, 0,6% de sustancias pectínicas, 9,0 mg / 100 g de ácido ascórbico.
Hueso es semi adherente, se separa fácilmente de la pulpa, tiene un peso medio de 1,4 g, que es el 3,6% del peso del fruto, es alargado-oval, la parte superior es estrechamente redondeada, la base es alargada o fuertemente alargada, la sutura dorsal es estrechamente abierta, la sutura ventral es estrecha, con una nervadura central débilmente expresada, las nervaduras laterales son apenas perceptibles, la superficie está finamente picada.
El fruto madura en la segunda decena de agosto en el sur de la Región Central de la Tierra Negra.

## Usos
Una variedad de frutos cuyo principal propósito es para consumo en fresco. También producen buen jugo con pulpa, mermelada y conservas, pero en compotas se vuelven pastosas.

## Susceptibilidades
La resistencia al invierno de este árbol en el sur de la Región Central de la Tierra Negra es buena.
La variedad Nika muestra una alta resistencia a las principales enfermedades fúngicas. Durante todos los años de observación, no se observó moniliosis ni clasterosporiosis. La variedad también es resistente a la poliestigmosis, y el grado de daño no superó los 2 puntos, incluso en los años de epifitosis. 
Ventajas de la variedad: Frutos grandes y hermosos con buenas cualidades de consumo, buena resistencia al invierno en el sur de la Zona Central de Tierra Negra. 
Desventajas de la variedad: Rendimiento no siempre regular.